# Rue de Madrid
La rue de Madrid est une voie du 8e arrondissement de Paris.

## Situation et accès

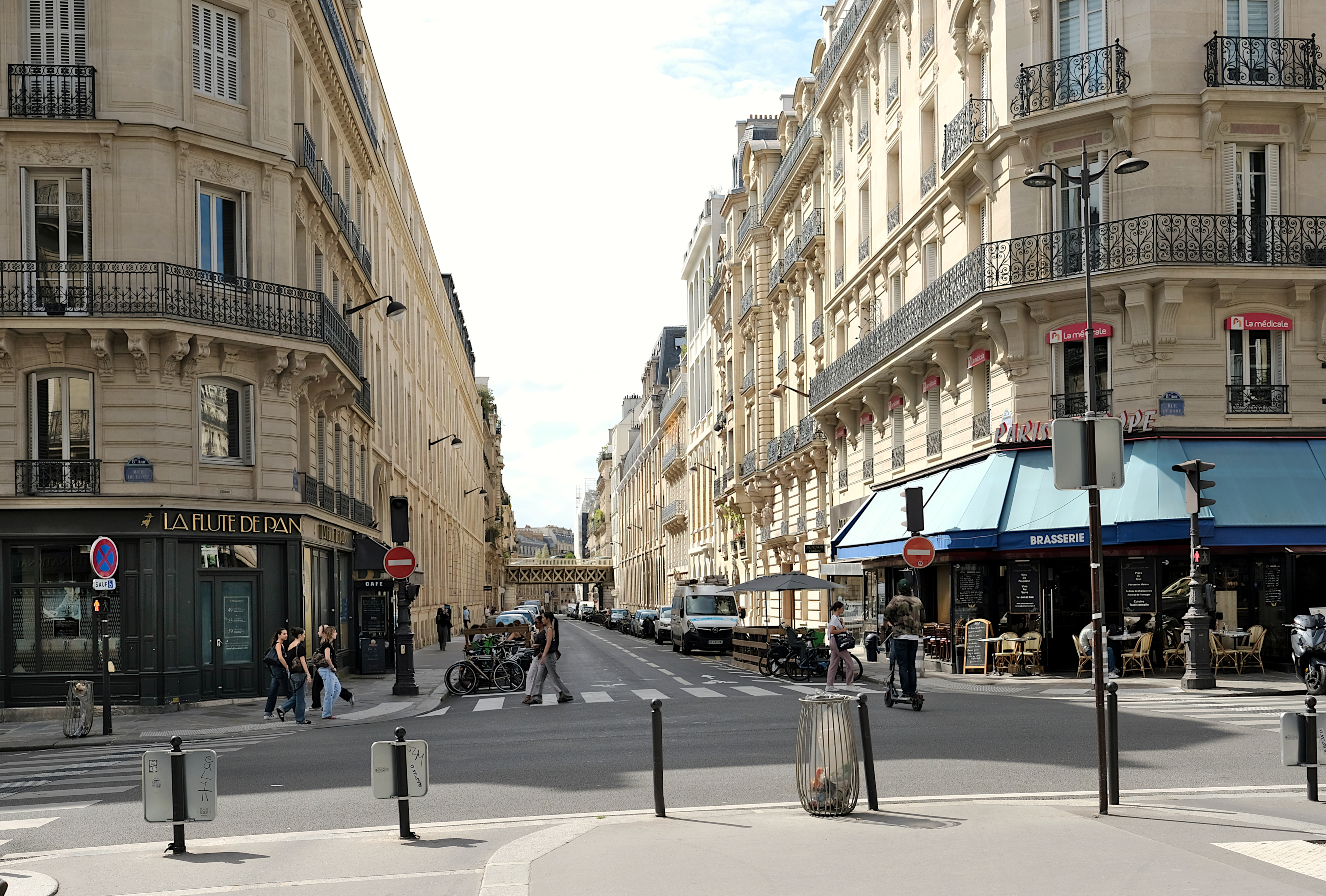
La rue de Madrid vue de la rue de Rome.

Elle commence rue de Lisbonne et se termine place de l'Europe.
Le quartier est desservi par la ligne 3 à la station Europe.

## Origine du nom

Armes de la ville de Madrid.

Elle a reçu sa dénomination d'après la ville de Madrid, capitale de l'Espagne.

## Historique
Dans le cadre de la création du quartier de l'Europe, l'ouverture de la rue de Madrid fut autorisée par l'ordonnance royale du 2 février 1826 sur les terrains des anciens jardins de Tivoli appartenant à Jonas-Philip Hagerman et Sylvain Mignon. Cette ordonnance prescrivit de donner à la rue une largeur minimale de 15 mètres. La rue était toujours en impasse en 1844 et elle n'atteignit le boulevard Malesherbes qu'en 1867.

## Bâtiments remarquables et lieux de mémoire
- Nos 5, 7 et 14 : au départ école Saint-Ignace, fondée par les Jésuites, devenue l'externat de la rue de Madrid. L'ancien petit collège (no 14) a été acquis par l'État en 1905, qui l'a transformé à partir de 1909 pour y installer le Conservatoire national supérieur de musique et de danse de Paris. En 1990, celui-ci déménage avenue Jean-Jaurès pour laisser la place au conservatoire à rayonnement régional de Paris.
- No 24 : Charles-Maurice Chenu, avocat, y a vécu[2].
- No 27 : Raphaële Sisos, comédienne, y a demeuré en 1910[3].

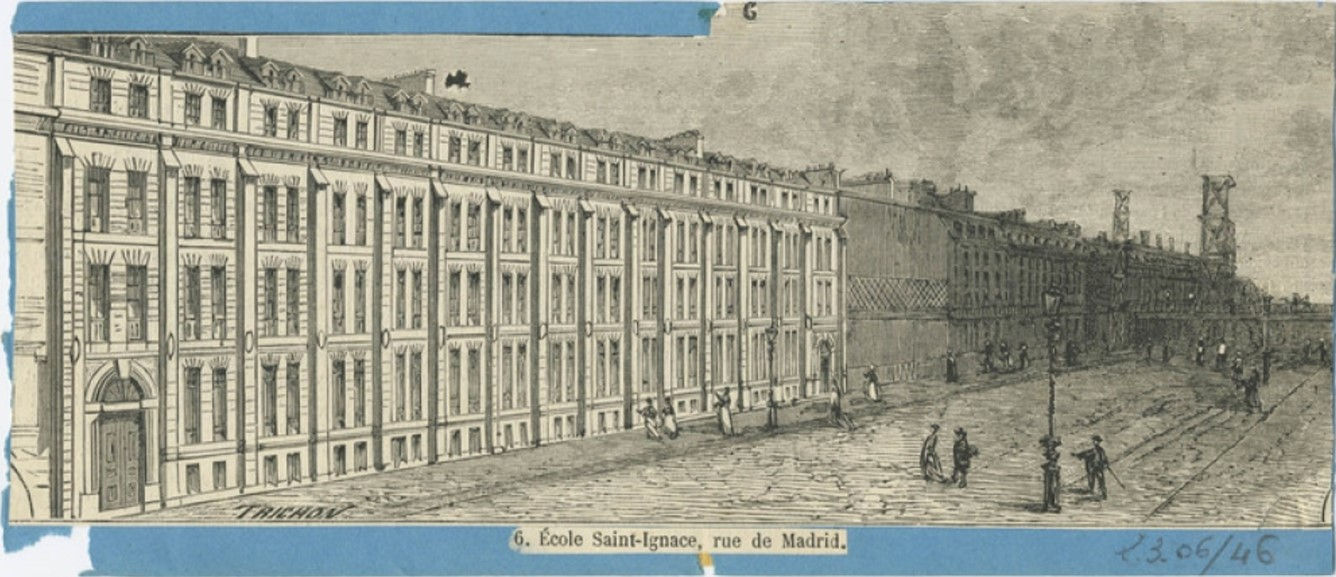
École Saint-Ignace, vers 1860.
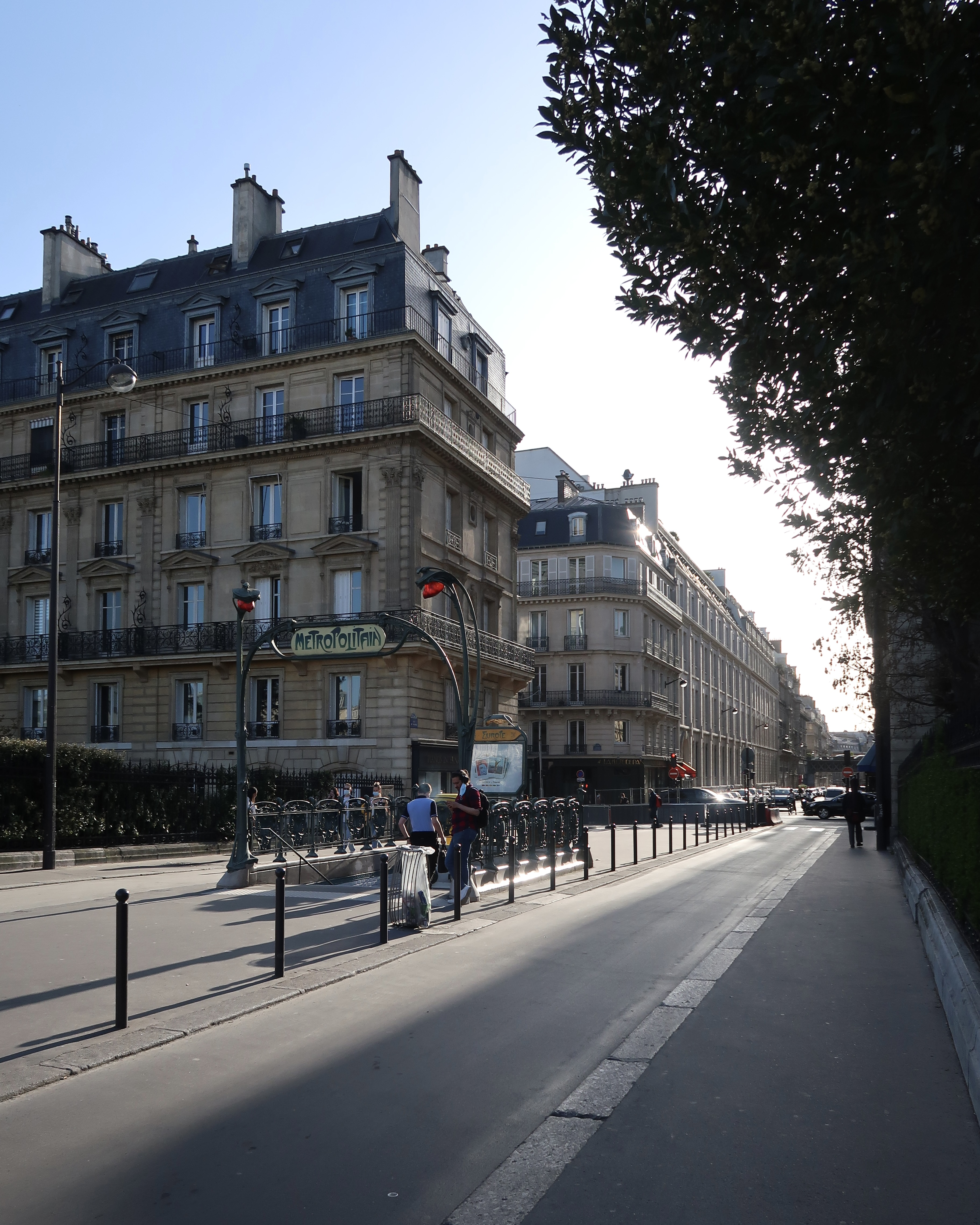
Bouche du métro Europe, au milieu de la rue.